# Andrea Ivan
Andrea Ivan (Firenze, 9 gennaio 1973) è un allenatore di calcio ed ex calciatore italiano, di ruolo portiere.

## Carriera

### Giocatore

#### Esordi
Ha iniziato la sua carriera nel Poggibonsi, dove a 21 anni è stato titolare in prima squadra. Col club ha disputato due stagioni, dal 1992 al 1994, nelle quali ha giocato 36 partite subendo 32 reti.

#### Ascoli e Siena
Nell'estate del 1994 è stato ingaggiato dall'Ascoli. Con i marchigiani ha esordito in Serie B, disputando un campionato da secondo portiere (3 partite con 8 reti subite), conclusosi con la retrocessione in Serie C1. Nelle due stagioni successive è stato titolare in Serie C1, al Siena, dove è sceso in campo in 59 occasioni subendo 52 reti.

#### La Salernitana e l'esordio in Serie A
Nell'estate del 1997 è stato acquistato dal Foggia, in Serie B, dove non è sceso mai in campo. Nel settembre dello stesso anno, quindi, è passato alla Salernitana di Delio Rossi, come secondo di Daniele Balli. Con la squadra campana ha conquistato la promozione in Serie A e l'anno successivo ha avuto quindi l'occasione di esordire in massima divisione, disputando 4 partite. Nella partita del suo esordio  in A disputata all'Arechi contro il Parma ha parato un calcio di rigore a Hernán Crespo; l'incontro finirà 2-1 per i gialloblù. Il campionato si è concluso con il ritorno tra i cadetti.
Nell'estate del 1999 Balli è stato ceduto alla Ternana e Ivan è diventato titolare. Dopo l'inizio del campionato la squadra ha cambiato allenatore, passando da Adriano Cadregari a Luigi Cagni e, complici i contemporanei acquisti di Lorenzo Squizzi e di Fabrizio Lorieri, Ivan è stato relegato al ruolo di terzo portiere.

#### Livorno e Firenze
Lasciata definitivamente la Salernitana nel gennaio 2000, si è trasferito al Livorno, dove è diventato subito titolare. Con la squadra toscana ha disputato due stagioni e mezza, conquistando una promozione in Serie B al termine del campionato 2001-2002. I due anni e mezzo in riva al Tirreno sono trascorsi sotto la gestione di Tazzioli fino all'estate del 2000 e di Osvaldo Jaconi nei due campionati successivi. Il primo campionato è terminato con la finale dei play-off promozione contro il Como; il campionato successivo, invece, è culminato con la promozione diretta, ottenuta il 5 maggio 2002 quando, a risultato acquisito, Ivan ha lasciato il campo in anticipo per consentire l'esordio di Marco Amelia. Ha disputato cinque derby contro il Pisa, vincendone quattro: all'Arena Garibaldi nel 2000-2001 ha parato un rigore a Costanzo. Nell'estate 2002 gli è scaduto il contratto e ha lasciato il Livorno.
Contemporaneamente, la Fiorentina è fallita e la nuova Florentia Viola ha deciso di puntare su di lui nella stagione 2002-2003 in Serie C2. Rimarrà anche in Serie B come vice di Sebastián Cejas nella stagione 2003-2004.

#### Pescara e Atalanta
Al termine della stagione la Fiorentina è stata promossa in Serie A, categoria nella quale Ivan non è stato confermato, rimanendo svincolato fino all'ottobre 2004, quando è stato ingaggiato dal Pescara, dove si è alternato con Pierluigi Brivio nel ruolo di portiere titolare della formazione abruzzese. Il campionato del Pescara si è concluso con una retrocessione (la squadra sarà poi ripescata) e Ivan si è ritrovato nuovamente svincolato.
Il nuovo ingaggio è arrivato nel settembre 2005, quando è stato messo sotto contratto dall'Atalanta in Serie B. Con la squadra orobica ha ottenuto la promozione in Serie A nella stagione 2005-2006. Al termine della stagione 2007-2008 è ritornato svincolato.

#### 2009-2010: Mapello, poi Spagna
Nel gennaio 2009 si è accasato al Mapello, società della provincia di Bergamo che militava nel campionato di Eccellenza; nell'estate successiva ha giocato in Spagna, precisamente all'Unión Deportiva Ibiza-Eivissa, in Tercera División.

#### Il rientro in Italia nelle serie minori
Il 2 agosto 2010 è ritornato in Italia, accasandosi al Castelfranco Stella Rossa, squadra di Prima Categoria della provincia di Pisa.
Nel maggio 2011 è stato ingaggiato dal Fiesole Caldine, militante in Eccellenza Toscana, con cui ha vinto il campionato e ottenuto la promozione in Serie D.
Nell'estate 2012 è passato allo Scandicci, in Serie D. Nel novembre dello stesso anno ha rescisso il contratto per divergenze con la società.
Nel dicembre del 2012 è ritornato al Fiesole Caldine, dove è rimasto anche la stagione successiva. Al termine della stagione 2013-2014, in seguito al fallimento della società nel luglio del 2014, si è ritrovato svincolato.
Nel dicembre del 2014 è ritornato in campo, firmando un contratto con il Rufina, in Promozione. Nel dicembre del 2015 è stato ingaggiato dall'Ideal Club Incisa, in Prima Categoria. L'8 maggio 2017 ha annunciato, con un post su Facebook, il proprio ritiro.

### Allenatore
Dal 2010 collabora con lo Sporting Arno, importante squadra toscana sul piano delle giovanili, ricoprendo il ruolo di preparatore dei portieri delle giovanili. Dal 2016 ricopre anche il ruolo di responsabile della scuola calcio del club.

## Statistiche

### Presenze e reti nei club
Statistiche aggiornate al 30 giugno 2008.
| Stagione           | Squadra            | Campionato         | Campionato | Campionato | Coppe nazionali | Coppe nazionali | Coppe nazionali | Coppe continentali | Coppe continentali | Coppe continentali | Altre coppe | Altre coppe | Altre coppe | Totale | Totale |
| Stagione           | Squadra            | Comp               | Pres       | Reti       | Comp            | Pres            | Reti            | Comp               | Pres               | Reti               | Comp        | Pres        | Reti        | Pres   | Reti   |
| ------------------ | ------------------ | ------------------ | ---------- | ---------- | --------------- | --------------- | --------------- | ------------------ | ------------------ | ------------------ | ----------- | ----------- | ----------- | ------ | ------ |
| 1992-1993          | Poggibonsi         | C2                 | 2          | -3         | CI-C            | 0               | 0               | -                  | -                  | -                  | -           | -           | -           | 2      | -3     |
| 1993-1994          | Poggibonsi         | C2                 | 33         | -29        | CI-C            | 0               | 0               | -                  | -                  | -                  | -           | -           | -           | 33     | -29    |
| Totale Poggibonsi  | Totale Poggibonsi  | Totale Poggibonsi  | 35         | -32        |                 | 0               | 0               |                    | -                  | -                  |             | -           | -           | 35     | -32    |
| 1994-1995          | Ascoli             | B                  | 3          | -8         | CI              | 0               | 0               | -                  | -                  | -                  | -           | -           | -           | 3      | -8     |
| 1995-1996          | Siena              | C1                 | 29         | -25        | CI-C            | 0               | 0               | -                  | -                  | -                  | -           | -           | -           | 29     | -25    |
| 1996-1997          | Siena              | C1                 | 30         | -26        | CI-C            | 0               | 0               | -                  | -                  | -                  | -           | -           | -           | 30     | -26    |
| Totale Siena       | Totale Siena       | Totale Siena       | 59         | -51        |                 | 0               | 0               |                    | -                  | -                  |             | -           | -           | 59     | -51    |
| 1997-1998          | Salernitana        | B                  | 5          | -7         | CI              | -               | -               | -                  | -                  | -                  | -           | -           | -           | 5      | -7     |
| 1998-1999          | Salernitana        | A                  | 4          | -9         | CI              | 0               | 0               | -                  | -                  | -                  | -           | -           | -           | 4      | -9     |
| 1999-gen. 2000     | Salernitana        | B                  | 6          | -11        | CI              | 6               | -8              | -                  | -                  | -                  | -           | -           | -           | 12     | -19    |
| Totale Salernitana | Totale Salernitana | Totale Salernitana | 15         | -27        |                 | 6               | -8              |                    | -                  | -                  |             | -           | -           | 21     | -35    |
| gen.-giu. 2000     | Livorno            | C1                 | 14         | -11        | CI-C            | 0               | 0               | -                  | -                  | -                  | -           | -           | -           | 14     | -11    |
| 2000-2001          | Livorno            | C1                 | 31+4       | -22 + -2   | CI-C            | 0               | 0               | -                  | -                  | -                  | -           | -           | -           | 35     | -24    |
| 2001-2002          | Livorno            | C1                 | 33         | -20        | CI+CI-C         | 2+0             | -6              | -                  | -                  | -                  | S-C1        | 0           | 0           | 35     | -26    |
| Totale Livorno     | Totale Livorno     | Totale Livorno     | 78+4       | -53 + -2   |                 | 2               | -6              |                    | -                  | -                  |             | 0           | 0           | 84     | -61    |
| 2002-2003          | Fiorentina         | C2                 | 34         | -20        | CI-C            | 0               | 0               | -                  | -                  | -                  | -           | -           | -           | 34     | -20    |
| 2003-2004          | Fiorentina         | B                  | 0          | 0          | CI-C            | 0               | 0               | -                  | -                  | -                  | -           | -           | -           | 0      | 0      |
| Totale Fiorentina  | Totale Fiorentina  | Totale Fiorentina  | 34         | -20        |                 | 0               | 0               |                    | -                  | -                  |             | -           | -           | 34     | -20    |
| 2004-2005          | Pescara            | B                  | 25         | -31        | CI              | -               | -               | -                  | -                  | -                  | -           | -           | -           | 25     | -31    |
| 2005-2006          | Atalanta           | B                  | 4          | -3         | CI              | 2               | -3              | -                  | -                  | -                  | -           | -           | -           | 6      | -6     |
| 2006-2007          | Atalanta           | A                  | 1          | -4         | CI              | 0               | 0               | -                  | -                  | -                  | -           | -           | -           | 1      | -4     |
| 2007-2008          | Atalanta           | A                  | 0          | 0          | CI              | 0               | 0               | -                  | -                  | -                  | -           | -           | -           | 0      | 0      |
| Totale Atalanta    | Totale Atalanta    | Totale Atalanta    | 5          | -7         |                 | 2               | -3              |                    | -                  | -                  |             | -           | -           | 7      | -10    |
| Totale carriera    | Totale carriera    | Totale carriera    | 258        | -231       |                 | 10              | -17             |                    | -                  | -                  |             | 0           | 0           | 268    | -248   |

## Palmarès

### Giocatore

#### Competizioni nazionali
- Campionato italiano di Serie B: 2

Salernitana: 1997-1998
Atalanta: 2005-2006
- Campionato italiano Serie C1: 1

Livorno: 2001-2002
- Campionato italiano Serie C2: 1

Florentia Viola: 2002-2003

#### Competizioni regionali
- Eccellenza Toscana: 1

FiesoleCaldine: 2011-2012